# Dunning (Chicago)
Pour les articles homonymes, voir Dunning.

Situation de Dunning dans la ville de Chicago

Dunning est l'un des 77 secteurs communautaires de la ville de Chicago aux États-Unis.